# Eunomia nitidula
Eunomia nitidula là một loài bướm đêm thuộc phân họ Arctiinae, họ Erebidae.